# Castello Dal Pozzo
Il Castello Dal Pozzo è una storica residenza di Oleggio Castello in Piemonte.

## Storia
D'incerta origine storica, il castello venne acquisito nel XIII secolo da Guido Visconti, divenendone la dimora. Qui si formò un ramo locale della nobile famiglia milanese, quello dei Visconti di Oleggio, con il relativo cognome e che ottenne il titolo ereditario di Marchese nel maggio 1946 dal Re di Italia (Marchese Aldo Visconti di Oleggio Castello). Al riguardo, nel 1366 è attestata la morte di Giovanni Visconti da Oleggio, signore di Bologna e Fermo.
Nel 1134, i Visconti avevano già acquisito il vicino Castello di Massino, mostrando un interesse per Arona, cittadina che si affaccia sul Lago Maggiore e che dal 1277 fu un loro possedimento.
Il castello divenne proprietà dei Visconti d'Aragona, altro ramo della famiglia milanese, e poi dei Dal Pozzo, dai quali ereditò il nome attuale. Nel XIX secolo, l'edificio fu radicalmente ristrutturato secondo lo stile neogotico Tudor assumendo l'aspetto attuale. Un albergo vi si insediò durante il dopoguerra.

## Descrizione
L'edificio presenta uno stile neogotico Tudor. Intorno all'edificio principale, sono presenti una cappella privata, una torre nell'area orientale e una torre a pianta ottagonale più piccola, a sud-est.